# リンコマイシン
リンコマイシン(英: lincomycin)とはStreptomyces lincolnensisに由来するリンコマイシン系抗生物質の一つ。